# Płoty (województwo lubuskie)
Płoty (niem. Plothow do 1945) – wieś w Polsce, położona w województwie lubuskim, w powiecie zielonogórskim, w gminie Czerwieńsk.
Wieś położona jest 9 km od centrum Zielonej Góry. Otoczona jest lasami o bogatej florze i faunie, które miejscami są gęsto poprzecinane strumieniami (Zimny Potok). Na pograniczu Płotów znajduje się czysty bogaty w ryby zbiornik wodny. Płoty znajdują się na drodze wojewódzkiej nr 280 relacji Zielona Góra – Czerwieńsk – Brody.
W roku 2006 we wsi odrolniono znaczną część gruntów na terenie w pobliżu wsi Przylep (obecnie część Zielonej Góry), oferując atrakcyjne tereny pod budownictwo jednorodzinne, co przyczyniło się do rozbudowy wsi w kierunku południowym. Następnie pod koniec 2011 włączono pod zabudowę rodzinną kolejnych kilkadziesiąt hektarów w zachodniej części na drodze do wsi Sudoł, co spowodowało znaczny rozwój w rejonie wsi.

## Historia
Powstała ok. połowy XIII wieku z inicjatywy Lesława, rycerza z pobliskiego Zagórza. Pierwsze wzmianki pochodzą z 1305 roku.
W latach 1945–1954 siedziba gminy Płoty. W latach 1975–1998 miejscowość położona była w województwie zielonogórskim.
1 sierpnia 2014 w Płotach utworzona została Parafia Rzymskokatolicka pw. Najświętszej Maryi Panny Bolesnej, a jej proboszczem został ks. Robert Perłakowski. Wcześniej mieszkańcy Płot, którzy wybudowali kaplicę pw. NMP Bolesnej, należeli do Parafii w Czerwieńsku i Przylepie (od roku 1986).

## Gospodarka
Obecnie na terenie wsi znajdują się dwa duże przedsiębiorstwa: ZIELBRUK oraz Norbert Dentressangle, które łącznie dają zatrudnienie kilkuset osobom.

## Sport
W Płotach ma swoją siedzibę klub piłkarski Start Płoty.

## Edukacja
We wsi znajduje się Niepubliczna Szkoła Podstawowa w Płotach prowadzona przez Stowarzyszenie Mieszkańców Płotów i Zagórza.

## Komunikacja
Przez Płoty kursują autobusy relacji Zielona Góra – Laski, obsługiwane przez PKS Zielona Góra (tzw. Zielona Linia).